# Homoporus sinensis
Homoporus sinensis is een vliesvleugelig insect uit de familie Pteromalidae. De wetenschappelijke naam is voor het eerst geldig gepubliceerd in 2004 door Xiao, Zhang, Huang & Polaszek.